# Helicopelta rotricola
Helicopelta rotricola là một loài ốc biển, là động vật thân mềm chân bụng sống ở biển thuộc họ Addisoniidae.